# 雅各福音書
《雅各福音書》（英語：Gospel of James），又被稱為《雅各原始福音書》或《首卷福音書》（Protoevangelium of James，也就是），是基督教新約外典之一，寫作年代大約在西元150年左右，作者題為公義者雅各。它的內容記錄了馬利亞、他的丈夫約瑟，以及約瑟之子約書亞(耶穌)在幼年時的事蹟。
它最大的特色在於強調母親馬利亞的童貞無瑕，並將她視為第二個夏娃；而耶穌的兄弟都其實是約瑟與他已離世的前妻母親馬利亞所生
。

## 特點
在本書中，提到耶穌有四個兄弟－雅各、西門、猶大、約瑟，兩個姐妹－馬利亞與撒羅米。